# Iglesia de San Pedro (Sevilla)
La iglesia de San Pedro es un templo católico de estilo gótico-mudéjar construido en el siglo XIV y reformado en los siglos XVI y XVIII. Se localiza en la plaza de San Pedro de la ciudad de Sevilla y es sede de la parroquia de San Pedro y San Juan Bautista.

## Descripción
El edificio consta de tres naves, dos portadas y una torre con campanario. 

### Portadas
La fachada principal, en la calle Santa Ángela de la Cruz, es de 1612, atribuida a Vermondo Resta, formada por un arco de medio punto entre pilastras de tradición mudéjar, con tres vidrieras circulares donde la central y más grande representa a San Pedro, y las de los lados a San Pablo y San José.
En la segunda portada, con frente a la plaza de San Pedro, tiene un arco de medio punto entre pilastras pareadas y sobre el arco se abre una hornacina en la que se halla una estatua en piedra de San Pedro realizada en el año 1624 por Martín Cardino. Se aprecia también en esta portada una inscripción latina que se dirige a San Pedro de la siguiente manera: Tú eres el pastor de las ovejas, príncipe de los Apóstoles; a ti han sido dadas las llaves del reino de los cielos.

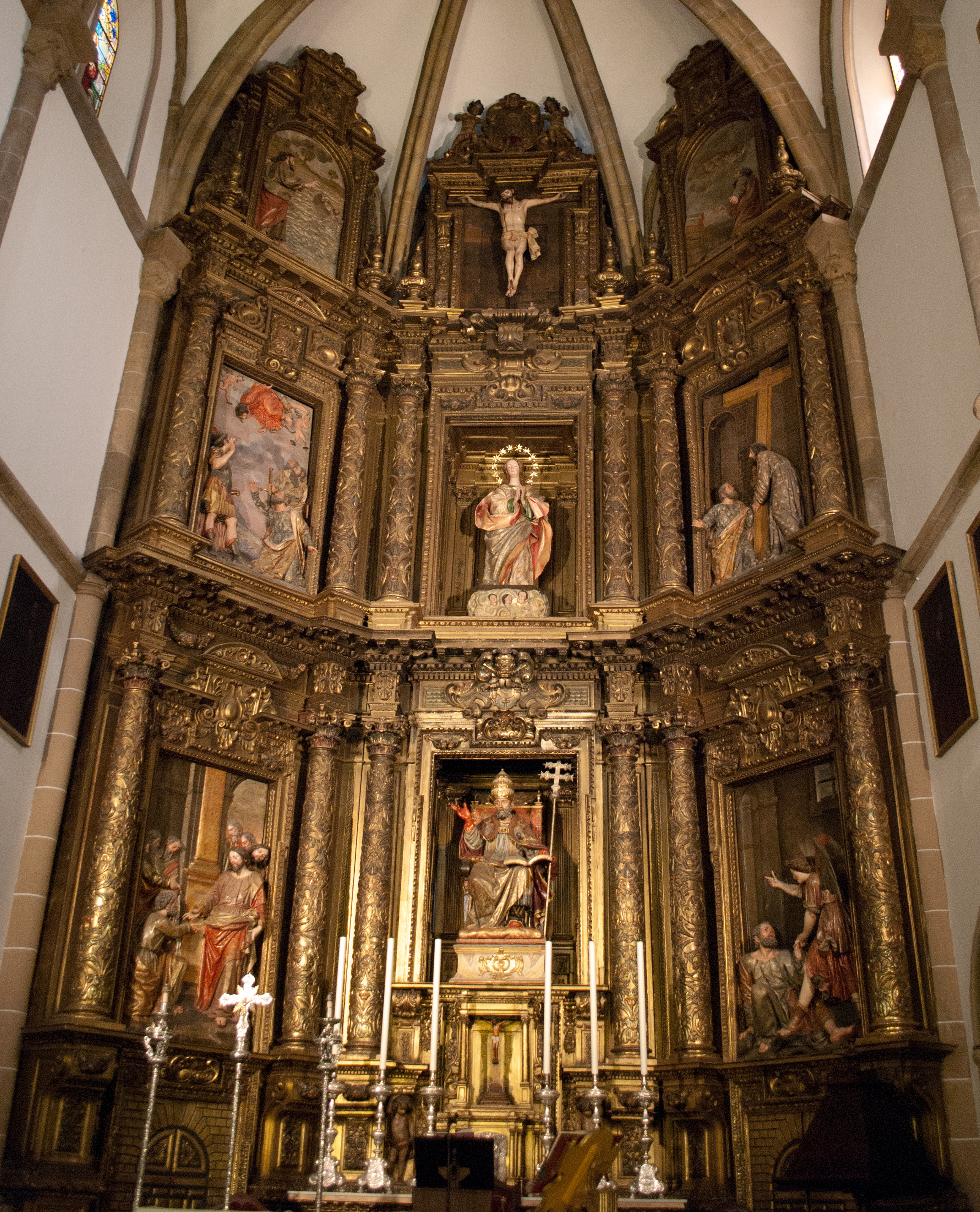
Retablo mayor de la iglesia, realizado por Felipe de Ribas entre 1641 y 1657, con la colaboración de su hermano Francisco Dionisio.

### Torre
La torre se encuentra situada junto a la puerta lateral, presenta dos cuerpos fácilmente diferenciables; el primero y más antiguo de arquitectura mudéjar; el segundo cuerpo, donde están las campanas, data del siglo XVI. Pero también, finalmente y desde 1597, la torre presenta un remate con un destacable chapitel de azulejería realizado por Martín Infante.

### Interior
La iglesia consta de tres naves, separadas por arcos apuntados y cabecera de forma poligonal con crucería gótica. La techumbre de la nave es de madera. Entre las ocho capillas que se abren a los lados, destaca la sacramental, situada a la cabecera de la nave derecha, es de planta cuadrada, cubierta con bóveda ochavada sobre trompas, fechada en 1379.

#### Decoración
- El retablo mayor fue realizado por Felipe de Ribas entre 1641 y 1657, consta de sotabanco, banco, dos cuerpos de tres calles y ático. En las calles laterales se representan escenas en relieve de la vida de San Pedro y en el centro escultura de San Pedro, entronizado como pontífice, la Asunción de la virgen y crucificado. El retablo fue restaurado a finales del año 2015 por el restaurador Enrique Hernández Tapias.
- Apostolado de primera mitad del siglo XVII en los muros del presbiterio.
- Retablo neogótico en la cabecera de la nave de la izquierda y más allá, retablo neoclásico de principios del siglo XIX.
- Retablo neogótico ubicado en la cabecera de la nave de la derecha.
- Capilla del Cristo de Burgos, cuya imagen fue esculpida por Juan Bautista Vázquez el Viejo en 1573.
- Capilla sacramental cubierta con bóveda mudéjar de lacería de 1379, en la que se encuentran una escultura de Jesús Nazareno esculpido por Felipe de Ribas en 1636 y lienzos de Zurbarán (Santa Faz) y Lucas Valdés (Alegoría eucarística).[1]
- Cuadro La liberación de San Pedro por el ángel, de Juan de Roelas.
- Retablo de Nuestra Señora de la Paz, compuesto por banco, con tres tablas pintadas, y otras cinco en cuerpo central, obras de Pedro de Campaña hacia 1540. Su firma aparece en la escena de la Anunciación (obra central del banco). El retablo fue restaurado -nuevamente, en 2017- por Enrique Hernández Tapias.[1]

## Hermandades
En esta iglesia tienen su sede cuatro hermandades:
- Hermandad Sacramental de las Benditas Ánimas: 1570
- Hermandad del Santísimo Cristo de Burgos.: 1865
- Hermandad de Nuestra Señora del Pilar: 1248
- Hermandad de San Pedro: 1571 Advincula y Universidad de Curas Párrocos.

## Miscelánea
En este templo fue bautizado el pintor Diego Velázquez, vecino de la calle Morería, el 6 de junio de 1599. En 1899 el ayuntamiento de Sevilla colocó en su interior una lápida conmemorativa de este hecho.

## Galería de imágenes

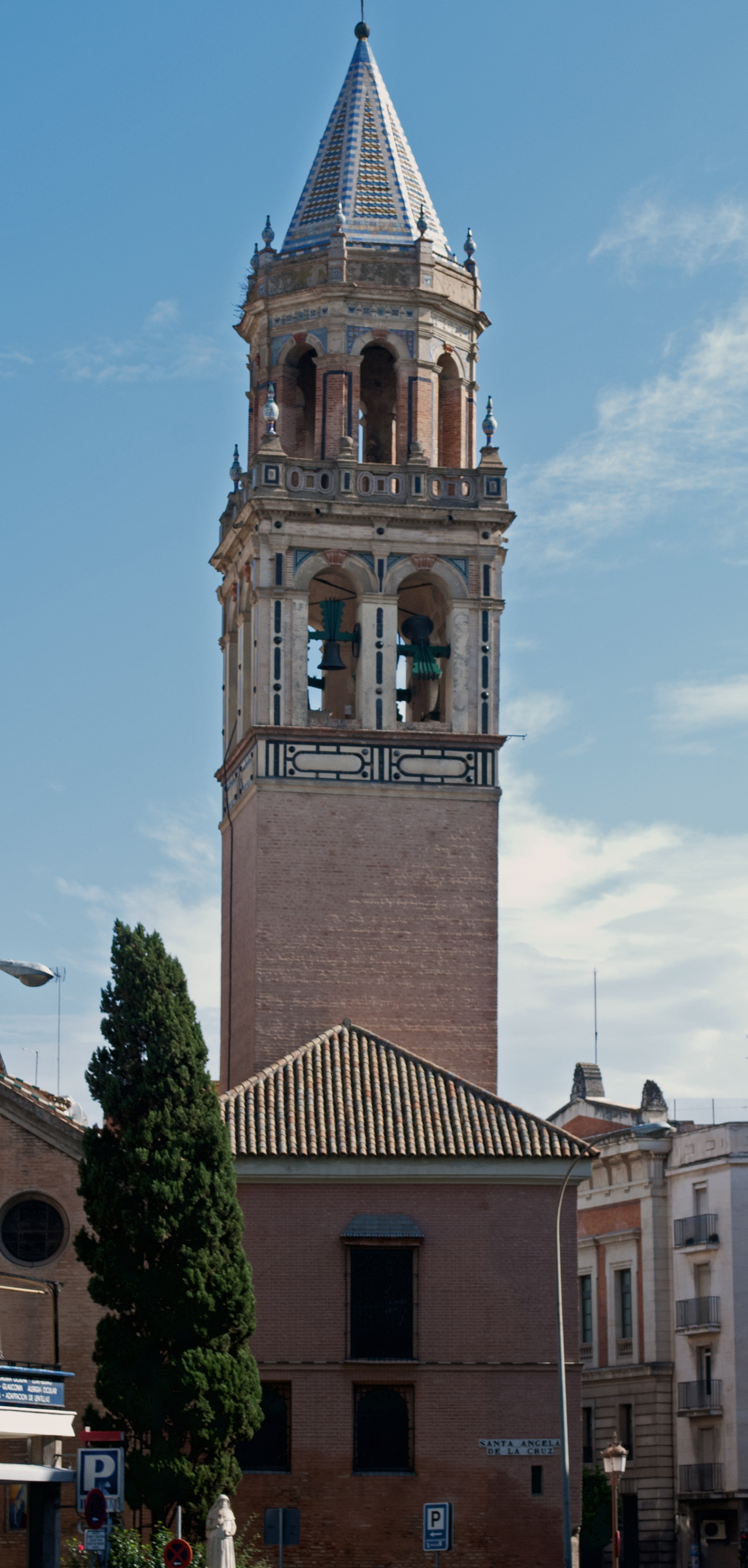
Torre de la iglesia
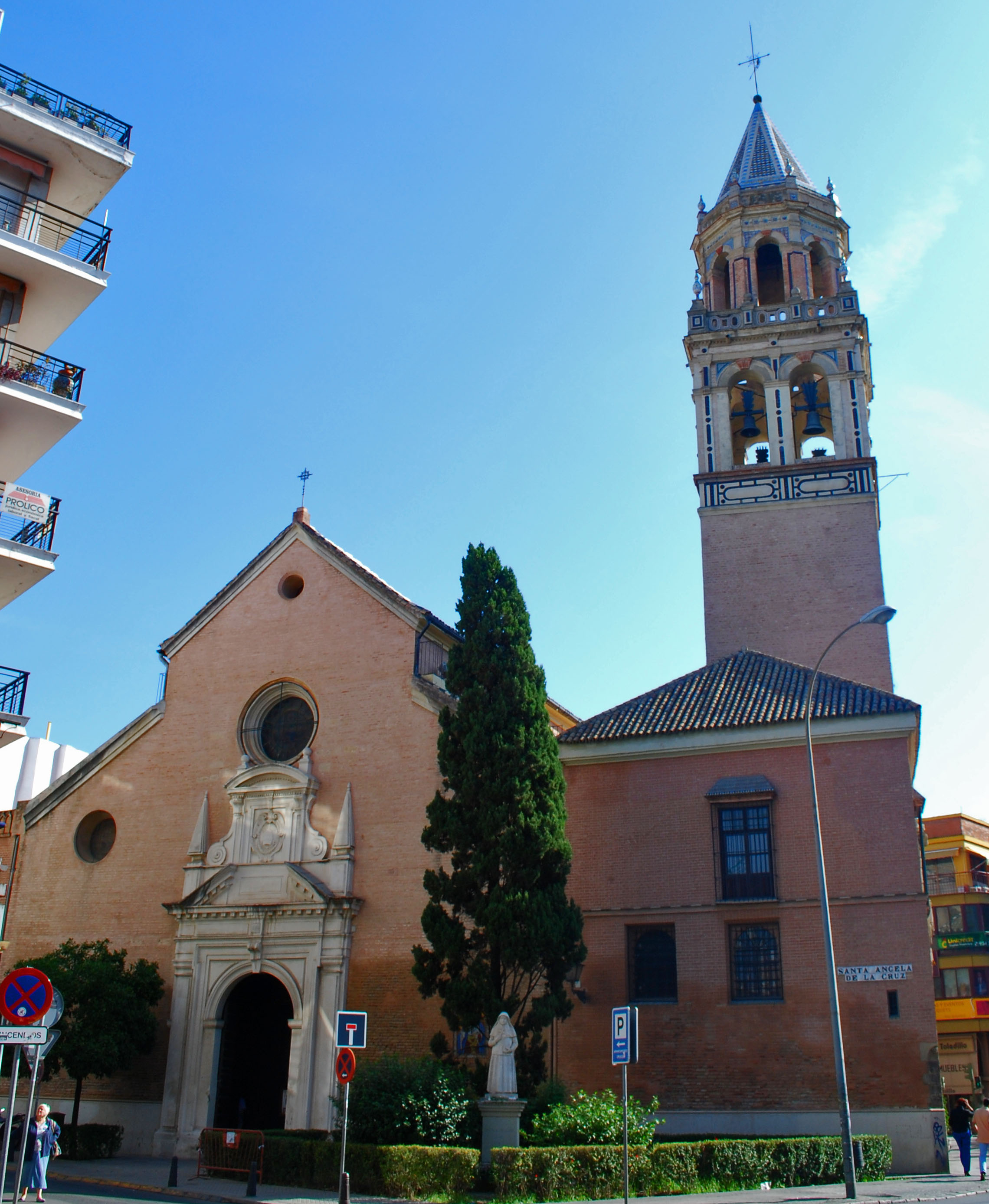
Fachada a la calle Santa Ángela de la Cruz
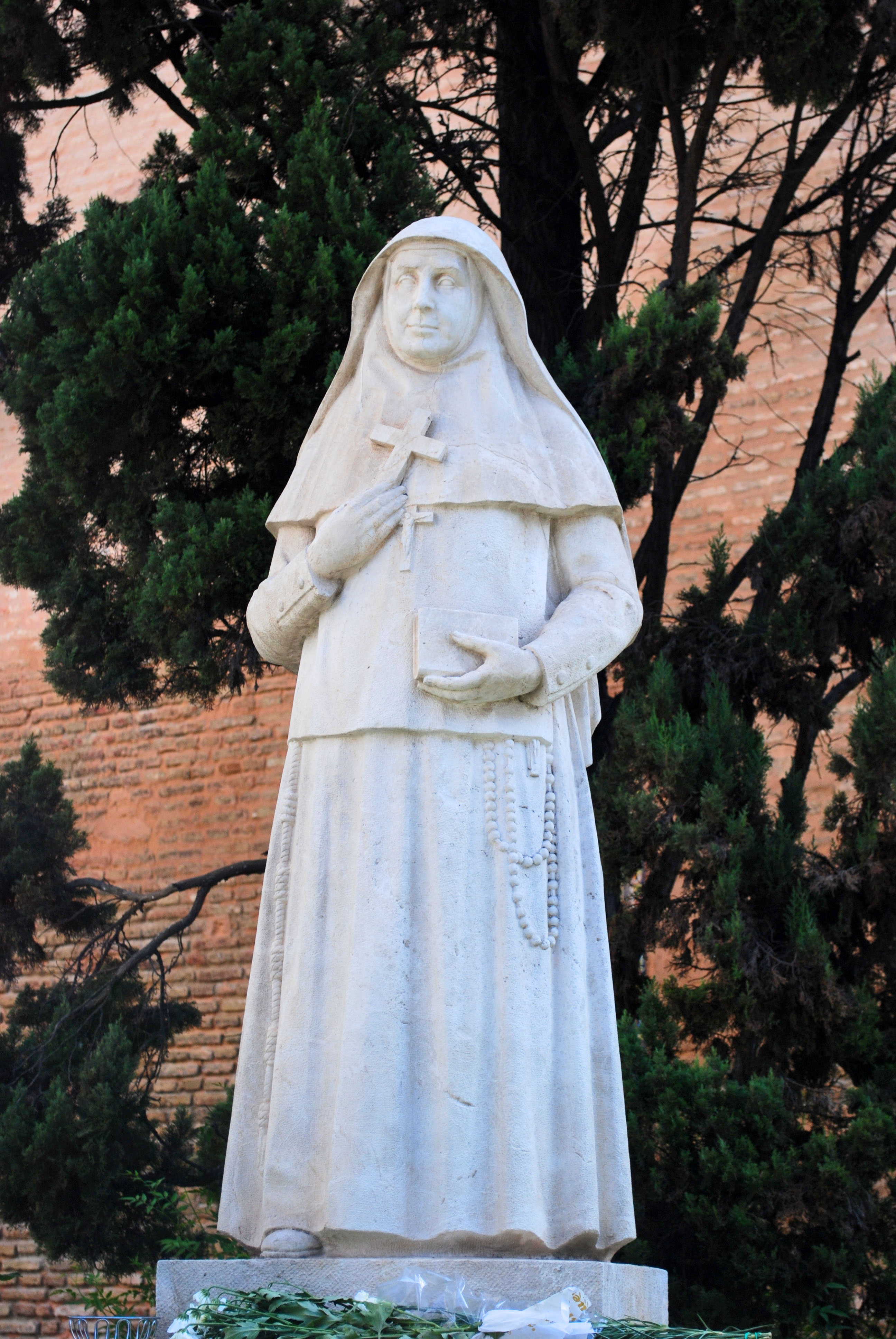
Estatua de Santa Ángela de la Cruz delante de la Iglesia de San Pedro
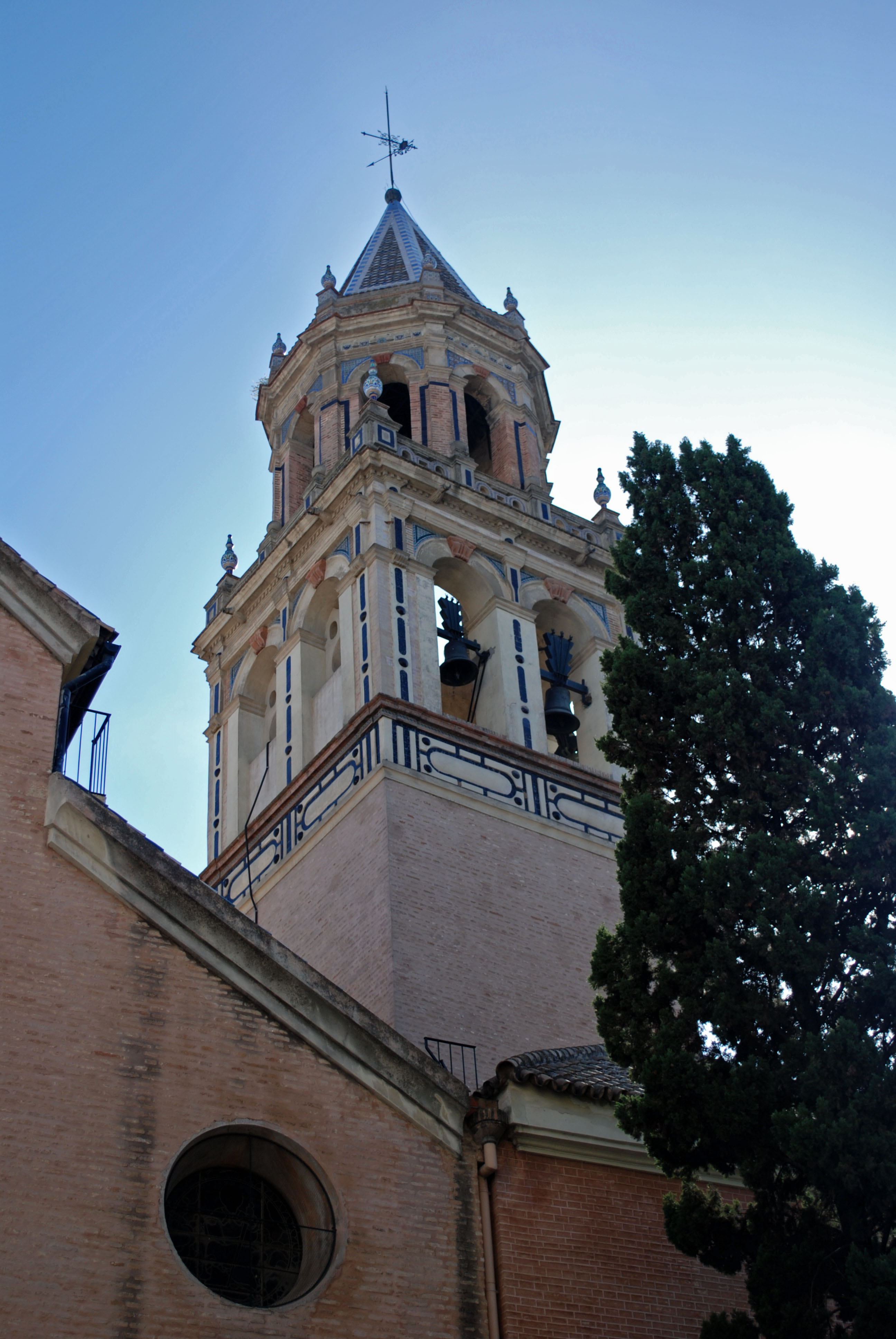
Torre de la Iglesia de San Pedro
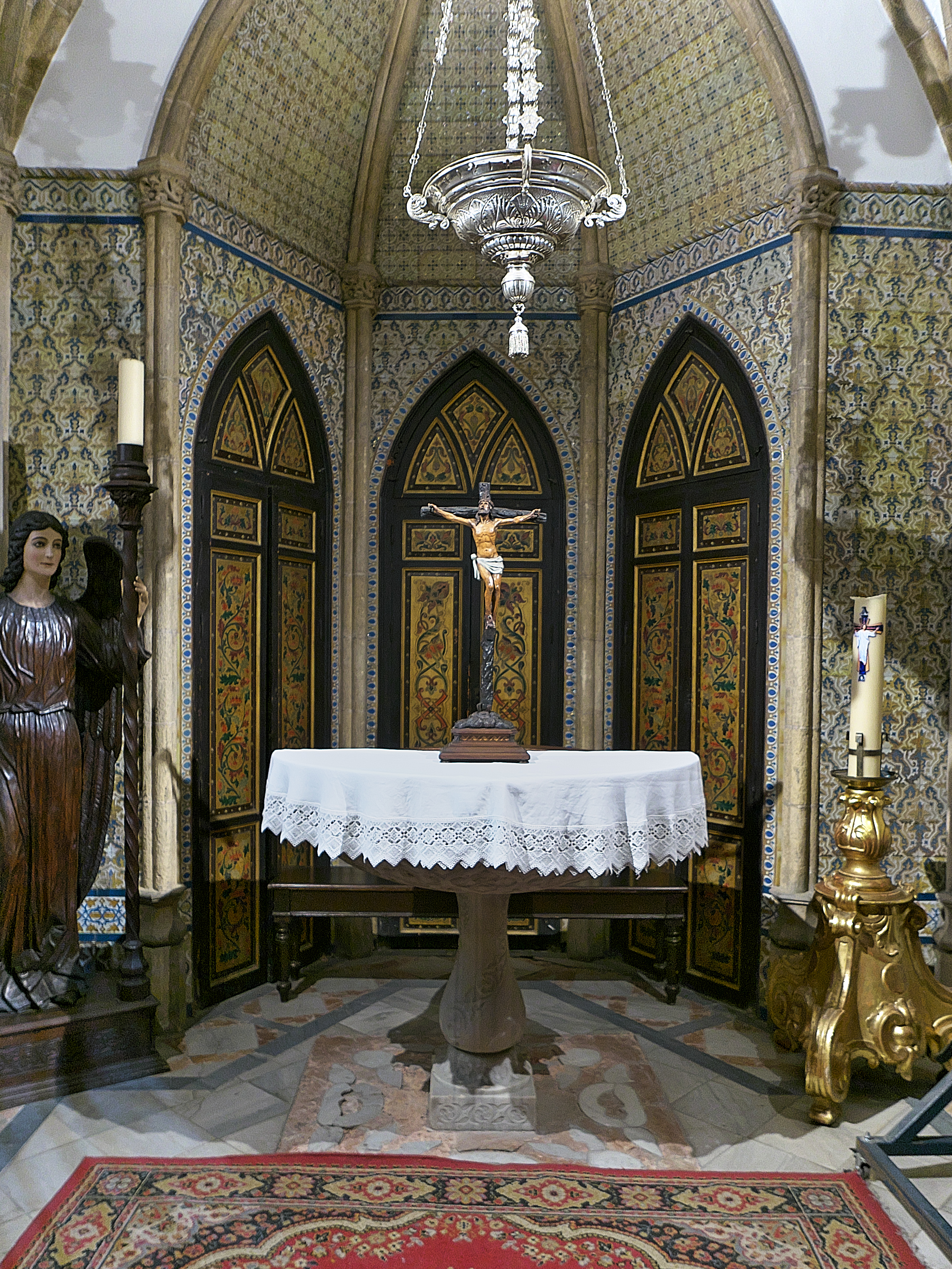
Capilla bautismal.